# 1. divisjon 1969/70
Die Saison 1969/70 war die 31. Spielzeit der 1. divisjon, der höchsten norwegischen Eishockeyspielklasse. Meister wurde zum insgesamt neunten Mal in der Vereinsgeschichte Vålerenga Ishockey. Hasle-Løren Idrettslag und Sparta Sarpsborg stiegen in die zweite Liga ab.

## Modus
In der Hauptrunde absolvierte jede der acht Mannschaften insgesamt 21 Spiele. Der Erstplatzierte der Hauptrunde wurde Meister. Die beiden Letztplatzierten stiegen in die zweite Liga ab. Für einen Sieg erhielt jede Mannschaft zwei Punkte, bei einem Unentschieden gab es einen Punkt und bei einer Niederlage null Punkte.

## Hauptrunde
Tabelle
|    | Klub               | Sp | S  | U | N  | Tore   | Punkte |
| -- | ------------------ | -- | -- | - | -- | ------ | ------ |
| 1. | Vålerenga Ishockey | 21 | 17 | 1 | 3  | 109:52 | 35     |
| 2. | Frisk Asker        | 21 | 15 | 3 | 3  | 92:40  | 33     |
| 3. | Jar IL             | 21 | 14 | 0 | 7  | 104:67 | 28     |
| 4. | Gamlebyen          | 21 | 11 | 1 | 9  | 82:77  | 23     |
| 5. | Grüner/Hugin       | 21 | 9  | 1 | 11 | 66:95  | 19     |
| 6. | Kampørn            | 21 | 8  | 0 | 13 | 91:98  | 16     |
| 7. | Hasle-Løren IL     | 21 | 6  | 0 | 15 | 80:95  | 12     |
| 8. | Sparta Sarpsborg   | 21 | 1  | 0 | 20 | 39:139 | 2      |

Sp = Spiele, S = Siege, U = unentschieden, N = Niederlagen